# Peter Monteverdi

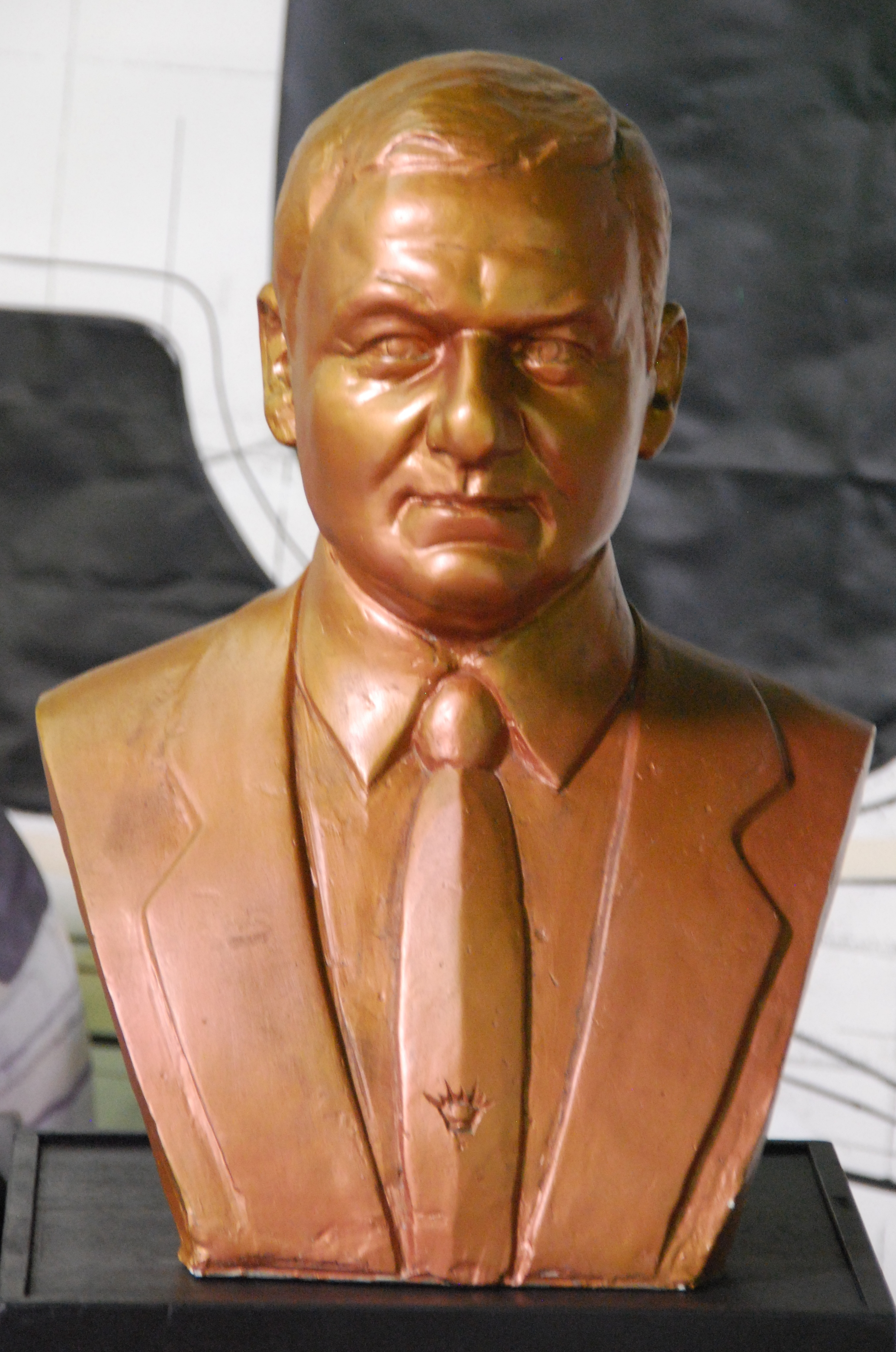
Peter Monteverdi

Peter Monteverdi (Binningen, 7 juni 1934 - aldaar, 4 juli 1998) was een Zwitserse autobouwer.
Hij begon zijn carrière als automobielverkoper, onder meer van merken als Ferrari. Hij presenteerde zijn eerste auto in 1967 onder zijn eigen naam, Automobile Monteverdi. Daarnaast was hij korte tijd eigenaar van het Formule 1-team Onyx.
Monteverdi nam in 1961 ook deel aan de Grand Prix van Duitsland voor het team MBM, maar verscheen niet aan de start.
- Gemeinsame Normdatei: 134127986
- Historisch woordenboek van Zwitserland: 045537
- International Standard Name Identifier: 0000 0000 1975 8648
- Virtual International Authority File: 65215906